# الكسندر دونالد ماكليود
الكسندر دونالد ماكليود هو سياسي نيوزيلندي، ولد في 13 يوليو 1872 في Wairarapa ‏ في نيوزيلندا، وتوفي في 20 أكتوبر 1938. انتخب عضو مجلس النواب النيوزيلندي ‏ عن دائرة وايرارابة ‏ (2 ديسمبر 1931 – 27 نوفمبر 1935) وانتخب عضو مجلس النواب النيوزيلندي ‏ عن دائرة وايرارابة ‏ (17 ديسمبر 1919 – 14 نوفمبر 1928).